# Perdita dreisbachi
Perdita dreisbachi är en biart som beskrevs av Timberlake 1964. Perdita dreisbachi ingår i släktet Perdita och familjen grävbin. Inga underarter finns listade i Catalogue of Life.